# Atriplicia gallicola
Atriplicia gallicola är en insektsart som beskrevs av Cockerell och Sievert Allen Rohwer 1909. Atriplicia gallicola ingår i släktet Atriplicia och familjen filtsköldlöss. Inga underarter finns listade i Catalogue of Life.